# Ihor Mazepa
Ihor Ołeksandrowycz Mazepa (ukr.І́гор Олекса́ндрович Мазе́па; ur. 2 lipca 1976 w Kijowie) – dyrektor generalny funduszu Concorde Capital zarejestrowanego w Kijowie, jeden z najbogatszych Ukraińców.
Absolwent międzynarodowej ekonomii i prawa na Kijowskim Uniwersytecie Ekonomicznym. W 1997 zaczął pracę jako bankowiec inwestycyjny w firmie Prospect Investments. W 2004 założył firmę Concorde Capital, od lat jeden z trzech największych banków inwestycyjnych na Ukrainie.
W 2008 został Przewodniczącym Rady Nadzorczej Ukraińskiej Giełdy Papierów Wartościowych i pełni tę funkcję do dziś (2017). Wybrany jako najlepszy manager na rynku papierów wartościowych Ukrainy wg magazynu Economics.